# Leopardabborre
Leopardabborre (Chromileptes altivelis) är en fisk i familjen havsabborrfiskar.
Leopardabborren har en mycket karakteristisk färgteckning, med flera svarta fläckar mot en vit eller krämfärgad bakgrund. Huvudet är avlångt med en brant nacke, som bildar en puckel baktill. Ryggfenan är mycket lång, med 10 taggstrålar och 17 till 19 mjukstrålar. Analfenan har 3 taggstrålar och 9 till 10 mjukstrålar. Arten blir i naturen upp till 70 cm och i akvarium upp till 50 cm lång. Den når ibland en vikt av 3,5 kg.

## Vanor
Arten vistas i laguner, vid rev och i tidvattensdammar ner till cirka 40 meter under vattenytan.

## Utbredning
Leopardabborren förekommer i östra Indiska oceanen från Nicobaröarna till Western Australia samt i västra Stilla havet från södra Japan till södra Queensland i Australien. Ett obekräftat fynd utanför Kenya har också gjorts. Arten är ingenstans vanlig.

## Status
IUCN klassificerar arten som sårbar ("VU", underklassificering "A4cd"). De främsta hoten är utfiskning och habitatförstörelse.

## Betydelse för människan
Ett omfattande kommersiellt fiske äger rum med Hongkong som bas, framför allt med fiskeflottor från Malaysia, Indonesien och Filippinerna. Arten odlas även som akvariefisk.